# Apszis

Bazilika apszisa

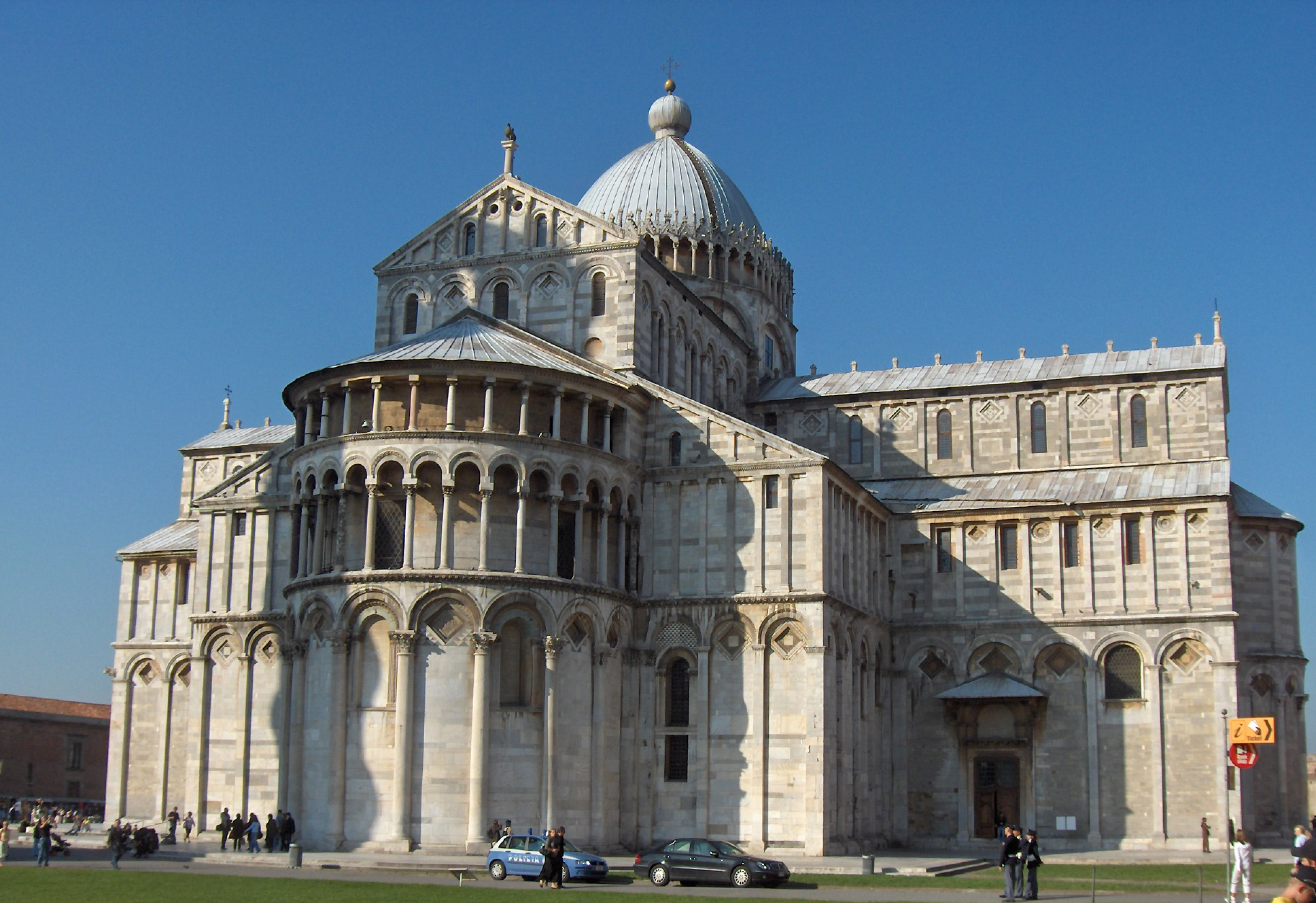
A pisai dóm apszisa

Az apszis (görög-latin: kiöblösödés, boltozat) eredetileg a klasszikus római építészetben a bazilika legtöbbször félkörös, fülke alakú része, amelyben a szószék állt. Tágabb értelemben a templom szentélyének végződését jelenti. Ez a végződés lehet félköríves, mint az ókeresztény bazilikában, sokszögű, sőt lehetnek oldalhajói és sugárkápolnái is, például a román és gótikus stílusú templomokban (a kisebb, alárendelt apszis neve: apszidiola). Általános értelemben mindenféle nagyobb tér keskenyebb végét félkörívvel vagy sokszöggel lezáró, fél kupolával fedett térrész — ekként tehát a mellékszentélyeket sokszor mellékapszis zárja.
A középkori keresztény templomépítészetben az apszist a hajótól korlát (cancellus) választotta el. Ehhez közel állt az oltár, mögötte, a falhoz közel a püspök katedrája, két oldalán a papok padjaival.
A késő római építészetben alakult ki; ekkor világi épületeken (palotákon, thermákon, vásárcsarnokokon, villákon) is előszeretettel alkalmazták.